# مدى حراري

المدى الحراري (بالإنجليزية: Diurnal Temperature Variation)‏ هو الفرق بين أعلى وأدنى درجة حرارة تسجلان خلال فترة زمنية معينة، ويمكن ان يكون هذا المدى إما يوميا أو شهريا أو سنويا. يكون المدى الحراري (متوسط الحرارة) في المناطق المعتدلة منخفضا
المدى الحراكي .
- هو متوسط الحرارة ليوم وتقاس درجة الحرارة عادة ثلاث مرات يوميا أوقاتها: الثامنة صباحا، والثانية بعد الظهر، والثامنة مساءً، ويؤخذ متوسط الثلاث قراءات وبذلك نحصل على المتوسط اليومي لدرجة الحرارة، وتحصل بعض الدول على هذا المتوسط من طرح اقل درجة من أكبر درجة أي الفارق بين أقصى درجة وأدنى درجة حرارية سجلت في ذلك اليوم في منطقة ما (المدى الحراري يأخذ كمتوسط حراري)
- المدى الحراري السنوي، وهو الفارق بين أقصى معدل حراري شهري وأدنى معدل حراري شهري لمنطقة ما.

أكبر مدى حراري سجل على الأرض بمحطة فركواينسك (Verkhoïansk) بسيبيريا حيث بلغ 104.4° وهو الفارق بين 67.7تحت الصفر شتاء و36.7° فوق الصفر صيفا.